# Топ 80 mm Дебанж м. 1885
Топ 80 mm Дебанж м. 1885 је француски топ кога је користила српска војска пре и у току Првог светског рата.
Ратови са Турцима 1876—1878. године показали су да су стари Лахитови топови застарели и да је потребно набавити нове. Војна комисија је 1885, и поред конкуренције фирме Круп, препоручила модерне француске топове система Дебанж (De Bange), па је купљено је 45 пољских и 7 брдских батерија, са укупно 270 пољска и 42 брдска оруђа. Једна пољска батерија коштала је 132 хиљаде, а брдска 87 хиљада динара. 
Дебанжови топови почели су да у Србију простижу почетком 1886. године, те су мало закаснили за неуспешни рат против Бугарске. Ипак, појачали су српку позицију у преговорима и мир је склопљен по начелу status quo ante.
Успешно су коришћени у Првом светском рату, мада су на крају највећи део топова заробиле аустроугарске и бугарске снаге.

## Карактеристике

### Пољска верзија
- Калибар: 80
- Тежина: 424,5
- Дужина цеви 2,304
- Тежина гранате: 5,8
- Почетна брзина пројектила: 472
- Максимални домет: 6000 m шрапнел, 7000 m граната
- Елевација: -8°3+ 22°30

### Брдска верзија
- Калибар: 80
- Тежина: 105
- Тежина гранате: 5,6
- Максимални домет: 5000